# Paul Pomp
Paul Pomp (* 4. November 1886 in Aachen; † 2. März 1925 in Jülich) war ein deutscher  Jurist und preußischer Landrat.

## Leben
Der katholische Paul Pomp war der Sohn des Sparkassendirektors Heinrich Pomp und dessen Ehefrau Therese, geborene Enk. Nach dem Besuch des Realgymnasiums in Aachen und der abgelegten Reifeprüfung zu Ostern 1906 absolvierte er bis 1909 ein Studium der Rechtswissenschaften in Bonn und Heidelberg. Die Erste Juristische Staatsprüfung legte er am 22. Juni 1909 bei dem Oberlandesgericht Köln ab, wonach er am 1. Juli 1909 Gerichtsreferendar wurde. Am 27. Juni 1911 wurde er mit seiner Schrift Die sogenannte Unterbrechung des Kausalzusammenhanges zum Dr. iur. promoviert. Nachdem er am 30. Januar 1914 die Große Staatsprüfung abgelegt hatte, wurde er am 4. Februar 1914 Gerichtsassessor. Von März bis September 1915 war er Kriegsteilnehmer im Ersten Weltkrieg. 1916 nahm er zunächst eine Tätigkeit bei der Kreisverwaltung Aachen auf und am 1. Oktober 1918 wurde er zum Direktor des Kreiswohlfahrtamtes ernannt. 1922 wurde an Stelle des Direktors der Titel Kreissyndikus eingeführt. Am 15. Juli 1922 wurde er Justiziar bzw. später Regierungsrat bei der Regierung Aachen. Im Mai 1923 wurde er zwar als kommissarischer Landrat des Landkreises Wittlich vorgeschlagen, jedoch wurde dieser Vorschlag nach Einspruch der Besatzungsbehörden wieder zurückgenommen. Im Anschluss nahm er eine Tätigkeit als Regierungsrat in Köln auf, dem am 18. März 1924 die Ernennung (mit Erlass) zum kommissarischen Landrat des Kreises Jülich folgte. Der Dienstantritt in Jülich erfolgte am 30. Juni 1924, die definitive Ernennung (mit Bestallung) am 9. Dezember 1924. Paul Pomp verstarb bereits am 2. März 1925 während des Dienstes.

## Familie
Paul Pomp heiratete am 15. Januar 1917 in Aachen Maria Wollgarten (* 27. Juni 1888 in Kornelimünster; † nach 1925), Tochter des Kreiskassenrendanten Eduard Wollgarten und dessen Ehefrau Maria Joesphine, geborene Voss.

## Publikationen
- Die sogenannte Unterbrechung des Kausalzusammenhanges, Bonn, Universität, Dissertation, Verlag: Breslau Schletter, 1911. OCLC 1068172791
- Die sogenannte Unterbrechung des Kausalzusammenhanges, Verlag: Breslau, 1911. OCLC 185349218
- Ländliche Wohlfahrtsämter: unter besonderer Berücksichtigung der rheinischen Verhältnisse, 1921. OCLC 633580221